# DNIS
DNIS (Dialed Number Identification Service) é um serviço vendido por empresas de telecomunicações para clientes corporativos que identificam o número de telefone originalmente discado de uma chamada de entrada. O cliente pode usar essas informações para roteamento de chamadas para destinos internos ou ativação de tratamento de chamadas especiais.
Para o serviço DNIS, a companhia telefônica envia uma sequência de tipicamente quatro a dez dígitos durante a configuração da chamada.
O serviço Direct inward dial (DDR) também fornece DNIS.
Por exemplo, uma empresa pode ter um número de telefone gratuito diferente para cada linha de produtos que ele vende, ou para suporte multilíngüe suporte ao cliente. Se um call center estiver processando chamadas para várias linhas de produto, o sistema de telefone corporativo que recebe a chamada analisa a sinalização DNIS e pode reproduzir uma saudação gravada apropriada. Para sistemas de resposta de voz interativa (IVR), o DNIS é usado como informação de roteamento para fins de despacho, para determinar qual script ou serviço deve ser ativado com base no número que foi discado para alcançar a plataforma IVR.
O DNIS é normalmente fornecido para serviços 800 e 900.